# Lucio Barani
Lucio Barani (Aulla, 27 maggio 1953) è un politico italiano, segretario del Nuovo PSI dal 2011 al 2015 e nuovamente dal 2019, è stato sindaco di Aulla per tre mandati consecutivi dal 1990 al 2004, sindaco di Villafranca in Lunigiana dal 2004 al 2009, e membro del Parlamento Italiano dal 2006 al 2018.

## Biografia
Socialista della corrente craxiana (si autodefinì "più craxiano di Craxi"), di professione medico della Direzione sanitaria della ASL di Massa-Carrara presso il Distretto di Pontremoli-Fivizzano, ha militato nel Partito Socialista Italiano, transitando per il Partito Socialista Riformista e il Partito Socialista, per confluire poi nel Nuovo PSI e nel Popolo della Libertà. Non ha mai aderito al PSI ricostituito nel 2007, al pari di altri membri dell'ex NPSI, come Gianni De Michelis (temporaneamente) e Bobo Craxi. È noto per mostrarsi sovente in pubblico con un garofano rosso (simbolo del PSI craxiano) appuntato sulla giacca.

### Attività amministrativa

#### Sindaco di Aulla
Da sindaco di Aulla, carica che ha ricoperto dal 1990 al 2004, ha presieduto diverse giunte composte da:
- PSI e alcuni alleati del Pentapartito (PSDI, PRI e DC) dal 1990 fino al 1994
- PSR con SI nel periodo 1994-96
- PS (1996-2001) con SI, divenuti SDI nel 1998
- Nuovo PSI, dal 2001, con SDI - PRI, CDU, più il nuovo PSDI dal 2004

Si è fatto notare per molte originali e insolite iniziative; ad esempio, nel 1994 iniziò la tradizione aullese di far eleggere un "sindaco dei ragazzi": alla simbolica "carica" venne eletto il quattordicenne Achille Fiorentini.
Nell'agosto 1997, in qualità di primo cittadino di Aulla, fece installare all'ingresso della città cartelli di benvenuto (con citazioni di Socrate e Platone) che descrivevano il comune come "dedipietrizzato" in riferimento polemico all'allora pubblico ministero Antonio Di Pietro, da lui considerato il persecutore di Craxi e dei socialisti. Il cartello fu posizionato accanto ad altri come quelli vietanti l'attività di prostituzione sulle strade e il divieto di lanciare sassi dal cavalcavia.
Tra le altre eccentriche iniziative, propose Aulla come sede dei giochi olimpici e nel 1998 aprì un ufficio comunale "contro il malocchio".
Dopo aver fatto approvare la concessione della cittadinanza onoraria di Aulla a Bettino Craxi, assieme a quella a Giulio Andreotti e Arnaldo Forlani, il 24 ottobre 1999 guidò una delegazione del Consiglio Comunale a Hammamet per consegnare ufficialmente l'attestato all'ex leader del Partito Socialista Italiano, che nella circostanza lodò il coraggio di Barani. Dal momento che Craxi era ufficialmente latitante e ricercato, a seguito di quest'atto Barani venne brevemente sospeso dalla carica di sindaco dal prefetto di Massa Carrara.
Barani tornò in Tunisia per i funerali di Craxi, celebrati nella cattedrale di Tunisi, in occasione dei quali fu l'unico sindaco d'Italia presente con la fascia tricolore. Fu anche uno di coloro che calarono la bara dell'ex premier socialista nella tomba del cimitero di Hammamet. A distanza di anni, affermò di aver progettato il trafugamento del corpo di Craxi per dargli sepoltura in Italia, ma di aver desistito in quanto la famiglia aveva imposto il rispetto alla volontà dello stesso leader socialista, che dichiarò di non voler ritornare in Patria "né da vivo né da morto" se non fosse stato riabilitato completamente.
Alle elezioni amministrative del 2003 è candidato presidente della provincia di Massa-Carrara per il centrodestra, ottenendo il 34,82% e venendo sconfitto dal candidato di centrosinistra Osvaldo Angeli (55,11%); è comunque eletto consigliere provinciale.

##### Monumenti eretti ad Aulla
Nel febbraio 2003 fece erigere nel centro cittadino una statua commemorativa di Bettino Craxi (con la scritta sul basamento che recita: "Bettino Craxi - Statista, esule e martire" e "A Bettino Craxi. La città di Aulla"), rappresentante senza dubbio la prima del suo genere; in seguito fu messa in vendita da uno dei sindaci successivi, e valutata circa 150.000 euro in quanto composta di pregiato marmo di Carrara. Barani ha protestato in quanto la statua è stata commissionata e sarebbe proprietà del Nuovo PSI e non del Comune, secondo quanto dichiarato da Barani stesso, che ha affermato anche che il comune non ha quindi alcun diritto su di essa, potendo solo rimuoverla ma non venderla. Venne ipotizzato nel 2010 di regalarla alla città di Milano e sostituirla con una copia meno costosa.
Al suo fianco fece erigere un monumento ai “Martiri di Tangentopoli”, per commemorare i politici morti suicidi o "perseguitati" nel corso dell'inchiesta Mani pulite. Si tratta di una sorta di piccolo obelisco marmoreo con incisioni commemorative tratte da parole di Craxi, Sergio Moroni e dello stesso Barani alla base.
Entrambi i monumenti si trovano in piazza Bettino Craxi, una nuova piazza ricavata dalla divisione di piazza Gramsci. Inoltre, Barani fece anche erigere un monumento a forma di meridiana dedicato a Marco Pantani "vittima della giustizia sportiva", intitolandogli a sua volta una piazza.
L'erezione dei monumenti a Craxi e alle vittime di Tangentopoli indussero circa 70 parlamentari dell'allora Democratici di Sinistra a chiedere al Ministro degli Interni Enzo Bianco di sospendere nuovamente Barani dalle funzioni di sindaco per vilipendio della Costituzione, cosa poi non avvenuta.
Il 14 ottobre 2014 viene deferito, assieme ad altre 10 persone, avanti la Corte dei conti per danno erariale allo Stato di 1,9 milioni di Euro in riferimento all'epoca in cui era sindaco di Aulla.

### Sindaco di Villafranca in Lunigiana
Alle elezioni comunali del 2004 non si ricandida a sindaco di Aulla, pur essendo eletto consigliere comunale per il Nuovo PSI. Si candida invece a sindaco di Villafranca in Lunigiana, suo comune di residenza, per una lista civica, vincendo con il 56,90% dei voti. 
Come sindaco di Villafranca ha intitolato una via all'allora ex presidente della Tunisia Zine El-Abidine Ben Ali (all'epoca ancora vivente), che aveva ospitato Craxi ad Hammamet dal 1993 al 2000 e lo aveva protetto dall'estradizione. La denominazione è poi stata cancellata dal sindaco successore dopo la rivoluzione tunisina del 2010-2011, in seguito alla quale Ben Ali è stato deposto ed esiliato.

### Attività politica nazionale

#### Prime candidature
Alle elezioni politiche del 1992 è stato candidato alla Camera dei Deputati per la circoscrizione Pisa-Livorno-Lucca-Massa Carrara nelle liste del Partito Socialista Italiano, risultando, nonostante le 5.453 preferenze, il primo dei non eletti.
Alle elezioni politiche del 2001 è nuovamente candidato alla Camera per il Nuovo PSI nella circoscrizione Toscana, dove non viene eletto in quanto la lista non supera lo sbarramento del 4%, e nel collegio uninominale di Carrara, dove, pur ottenendo un ottimo risultato (11,62% dei voti), viene superato da Gloria Buffo dell'Ulivo (45,78%) e da Enrico Ferri della Casa delle Libertà (40,01%) e non è eletto.
Alle elezioni europee del 2004 è candidato nella circoscrizione Italia centrale per i Socialisti Uniti, ottenendo 8294 preferenze e risultando il primo dei non eletti.

#### Deputato
Alle elezioni politiche del 2006 è candidato alla Camera per la circoscrizione Toscana nella lista appartenente alla coalizione di centrodestra Democrazia Cristiana-Nuovo PSI (in quota Nuovo PSI, in seconda posizione); sebbene la lista ottenga solamente lo 0,75% dei suffragi, grazie al meccanismo del "miglior perdente" ed in virtù della rinuncia del capolista Gianni De Michelis (che gli ha ceduto il seggio, preferendo rimanere parlamentare europeo), viene eletto deputato della XV Legislatura. Alla Camera dei Deputati è stato membro della XII Commissione (Affari Sociali) e, poi, della Commissione Lavoro.
Alle elezioni politiche del 2008 è ricandidato alla Camera, sempre nella circoscrizione Toscana nelle liste del Popolo della Libertà (in sedicesima posizione), venendo rieletto deputato della XVI Legislatura. È stato capogruppo del PdL nella XII Commissione (Affari sociali) e membro della Commissione Parlamentare d'inchiesta sugli errori in campo sanitario e sui disavanzi sanitari regionali; è stato il primo firmatario della proposta di legge per l'istituzione dei DI.DO.RE. (Diritti – Doveri – Reciprocità) per il riconoscimento delle unioni di fatto e relatore al Decreto Balduzzi sulla riforma della sanità.
Alle elezioni europee del 2009 si ripresenta nella circoscrizione Italia centrale nelle liste del Popolo della Libertà (in quota Nuovo PSI), ottenendo 14.650 preferenze ma non risultando eletto.
Alle elezioni comunali del 2009 si ricandida a sindaco di Villafranca in Lunigiana, ma ottiene il 48,04% ed è sconfitto dallo sfidante Fabrizio Antiga. Nel 2010 il Comune torna alle urne a causa della morte del sindaco in carica: Barani si candida nuovamente, totalizzando il 40,16%, ma è eletto Pietro Cerutti (59,84%).

#### Senatore
Alle elezioni politiche del 2013 è candidato al Senato della Repubblica per la circoscrizione Lombardia (in sedicesima posizione) e la circoscrizione Campania (in nona posizione) nelle liste del Popolo della Libertà (in quota Nuovo PSI), venendo contemporaneamente eletto senatore della XVII Legislatura in entrambe le regioni ed optando per la Lombardia.
Al Senato della Repubblica aderisce il primo giorno di legislatura al gruppo del Popolo della Libertà, per poi passare il giorno successivo, il 20 marzo 2013, al gruppo Grandi Autonomie e Libertà (gruppo parlamentare composto dai senatori di partiti minori di centro-destra, tra cui MpA, Grande Sud e Nuovo PSI), venendo poi eletto l'8 maggio 2013 segretario del Senato della Repubblica. È stato inoltre membro della II Commissione (Giustizia).
A gennaio 2015 esibisce in Senato una maglietta nera con garofano rosso e la scritta Je suis Craxi ("Io sono Craxi"), parodia craxiana di Je suis Charlie (in solidarietà al giornale satirico parigino Charlie Hebdo dopo gli attentati del gennaio 2015), già indossata per commemorare Craxi ad Hammamet.
A marzo 2015, poi, in polemica con il ddl anticorruzione del governo Renzi, presenta provocatoriamente degli emendamenti in cui propone le pubbliche scuse, l'esposizione al pubblico ludibrio, e la fucilazione in piazza (ma senza "comportare la morte del reo").
Il 29 luglio 2015 abbandona il gruppo Grandi Autonomie e Libertà per aderire al nuovo gruppo parlamentare Alleanza Liberalpopolare-Autonomie (costituito da Denis Verdini a dai senatori fuoriusciti da Forza Italia per sostenere il governo Renzi) di cui diviene capogruppo, abbandonando così l'opposizione e passando in maggioranza.
Dopo le numerose polemiche col suo partito (che è strettamente legato a Forza Italia) a seguito dell'adesione al gruppo ALA, il 5 agosto Barani abbandona la carica di segretario del Nuovo PSI, pur rimanendo all'interno del partito.
Non è ricandidato in Parlamento alle elezioni politiche del 2018.
Nel 2019 viene nuovamente eletto segretario del Nuovo PSI.

## Controversie
Il 2 ottobre 2015 Barani si rende protagonista di gesti sessisti in Parlamento nei confronti della senatrice del M5S Barbara Lezzi, provocando la sospensione dei lavori. Il 6 ottobre, l'Ufficio di Presidenza del Senato decide una sospensione di 5 giorni per Barani e per il collega di partito Vincenzo D'Anna - la prima volta nella storia della Repubblica che un capogruppo parlamentare viene sanzionato dall'Ufficio di Presidenza del Senato.
Condannato a 3 anni e 2 mesi per il caso dei rimborsi spese ottenuti per viaggi istituzionali di quando era sindaco di Villafranca, nell’estate del 2019 viene assolto in cassazione perché il fatto non costituisce reato.